# Dominion Voting Systems
Dominion Voting Systems Corporation es una empresa que vende hardware y software de votación electrónica, incluidas máquinas de votación y tabuladores, en los Estados Unidos y Canadá. La sede internacional de la empresa se encuentra en Toronto, Canadá, y su sede en Estados Unidos está en Denver, Colorado. La empresa lleva a cabo el desarrollo de software interno para sus clientes en Estados Unidos, Canadá y Serbia.

## Empresa

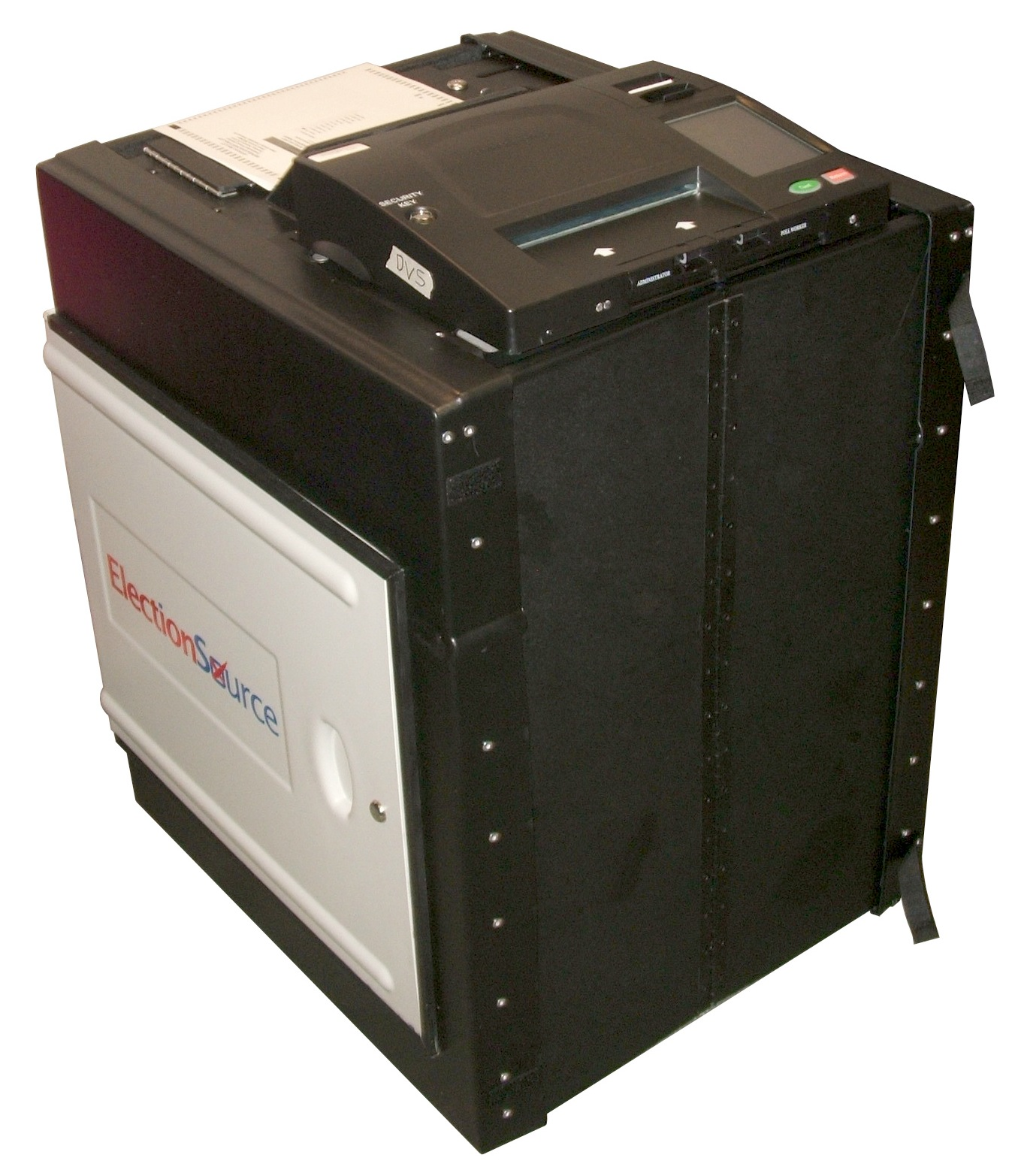
Una máquina de votación Dominion ImageCast.

Dominion fue fundada en 2002 en Toronto, Canadá, por John Poulos y James Hoover.

### Adquisiciones
En mayo de 2009, Dominion adquirió Premier Election Solutions (anteriormente Diebold Election Systems) de Election Systems & Software (ES&S). ES&S acababa de adquirir PES de Diebold y el Departamento de Justicia de los Estados Unidos le exigió que vendiera PES por preocupaciones antimonopolio.
En junio de 2010, Dominion adquirió Sequoia Voting Systems.

### Estados Unidos
Dominion es el segundo vendedor más grande de máquinas de votación en los Estados Unidos. En 2016, sus máquinas fueron usadas por 70 millones de votantes en 1.600 jurisdicciones. En 2019, el estado de Georgia seleccionó a Dominion Voting Systems para proporcionar su nuevo sistema de votación en todo el estado para 2020 y años posteriores. Tras las elecciones presidenciales de Estados Unidos de 2020, Donald Trump y otras personalidades de derecha hicieron afirmaciones de que Dominion Voting Systems se había visto comprometido, lo que resultó en que los votos destinados a Trump fueran al rival Joe Biden. Trump y otros también hicieron afirmaciones de que Dominion tenía vínculos estrechos con la familia Clinton u otros demócratas.

### Canadá
Dominion Voting Systems es el proveedor de sistemas electorales más grande de Canadá, con implementaciones en todo el país. Dominion proporciona sistemas de tabulación de boletas de votación con escaneo óptico para elecciones provinciales, incluidas Ontario y Nuevo Brunswick. Dominion también proporciona tabulación de boletas y sistemas de votación para las elecciones de los principales partidos de Canadá, incluido el Partido Liberal de Canadá, el Partido Conservador de Canadá y el Partido PC de Ontario.
Ontario fue la primera provincia canadiense en utilizar las máquinas de tabulación de Dominion en las elecciones de 2006. Nuevo Brunswick utilizó 763 máquinas tabuladoras de Dominion en las elecciones provinciales de 2014. Hubo algunos problemas con el informe de los recuentos de tabuladores tras las elecciones, y a las 10:45 p. m. Elections New Brunswick suspendió oficialmente el recuento de informes de resultados con 17 distritos aún sin declarar. Los Conservadores Progresistas y la Alianza Popular de Nuevo Brunswick pidieron un conteo manual de todos los votos. Los recuentos se llevaron a cabo en 7 de 49 circunscripciones y los resultados se mantuvieron con variaciones de no más de 1 voto por candidato por circunscripción. Esta demora en la presentación de informes de resultados fue causada por una aplicación de software estándar sin relación con Dominion.
En junio de 2018, Elections Ontario utilizó las máquinas de tabulación de Dominion para las elecciones provinciales y las instaló en el 50 por ciento de los colegios electorales.

### Directores
Poulos, presidente y director ejecutivo de Dominion, tiene una licenciatura en ingeniería eléctrica de la Universidad de Toronto y un MBA de INSEAD, en Fontainebleau, Francia . Hoover (vicepresidente) tiene una maestría en ingeniería mecánica de la Universidad de Alberta.